# 大舘町
大舘町（おおたちちょう）は、群馬県太田市にある地名（町丁）。郵便番号は370-0423。

## 概要
尾島地区にある町丁。

## 地理
南部に利根川が流れており、埼玉県と接している。

### 近隣町丁
- 出塚町
- 徳川町
- 阿久津町
- 亀岡町
- 安養寺町

## 世帯数と人口
2022年（令和4年）3月31日現在の世帯数と人口は以下の通りである。
| 町丁   | 世帯数  | 人口  |
| ------ | ------- | ----- |
| 大舘町 | 200世帯 | 469人 |

## 交通

### 鉄道
町内に鉄道は通っていない。

### 道路
- 国道17号
- 群馬県道298号平塚亀岡線

## 施設
- 大舘新田集会所
- 大舘八幡宮
- 大舘氏館跡